# USS Pulaski (1861)
El USS Pulaski fue un vapor de ruedas que sirvió en la Armada de los Estados Unidos. El vapor fue nombrado en honor de Kazimierz Pułaski, militar y político polaco que ha sido considerado el padre de la caballería estadounidense. 
Fue construido bajo el nombre de Metacomet en Nueva York en 1854. En 1858 fue fletado por la Armada de los Estados Unidos para su uso en la expedición a Paraguay, momento en el que fue rebautizado. Durante la expedición, el USS Pulaski fue comandado por el teniente William H. Macomb. En marzo de 1859 el barco fue dañado y no pudo estar apto ni en condiciones para navegar de nuevo a los Estados Unidos.
El 22 de enero de 1863, el barco se dio de baja y fue vendido en subasta en Montevideo, Uruguay, y fue adquirido por la Marina de ese país que le cambió el nombre por el de General Artigas. En los primeros meses de 1865 fue adquirido por la marina paraguaya. que lo empleó como buque civil en el Río de la Plata hasta aproximadamente 1870.